# ۱۲۰۰ (قمری)
۱۲۰۰ (قمری)، هزار و دویستمین سال در گاهشماری هجری قمری است. اول محرم این سال برابر با چهارم نوامبر سال ۱۷۸۵ میلادی است.